# Vcrash
A Virtual Crash egy új generációs baleset-rekonstrukciós program. A legújabb hardver és szoftver fejlesztési eredmények lehetővé teszik a személyi számítógépen nagy bonyolultságú rendszerek valós időben történő modellezését. A szimulációs eredmények megjeleníthetők 3D perspektivikus nézetben, méretarányos felülnézeti képen, diagram és táblázatos formában. A programban felhasznált modellek, számítási algoritmusok helyességét, megfelelő működését un. validációs vizsgálatokkal lehet legmegfelelőbb módon értékelni. Abban az esetben, ha a kísérleti eredményeket megfelelő módon rekonstruálni tudjuk, akkor a program működése megfelelő, jól modellezhetők a valóságban bekövetkezett hasonló események is. A Virtual Crash baleset rekonstrukciós program lehetőséget biztosít arra is, hogy gyalogos elütéseket modellezzük. A beépített fizikai modellek a kísérlet során használt járművek és dummyk (próbabábuk) modellezésére is alkalmasak.

## A program alkalmazása
A Virtual Crash baleset rekonstrukciós program járműmodelleket (kerékpár, motorkerékpár, személygépkocsi, tehergépkocsi, utánfutó, egyéb), különböző testhelyzetű gyalogos és egyéb tereptárgy (korlát, fal, fa, ház, stb.) modelleket tartalmaz, melyek lehetőséget biztosítanak arra is, hogy a vizsgált kísérletnek megfelelő gyalogos elütéseket modellezzük.
A gyalogos elütések modellezése során nagy szerepe van a modellek geometriai kialakításának, mivel – ahogy azt a kiindulási kísérletek is mutatták – a jármű sebessége mellett a járműkarosszéria kialakításától is függ a gyalogos elvetődési távolsága.
A programban használt járműmodellek típus specifikusak, ugyanis a valóságot jól megközelítő 3D hálóval határolt modelleket alkalmazunk. Ez azt jelenti, hogy a méretarányosan megrajzolt modellek valósághűségét kizárólag formájuk adja, eltérően más szimulációs programoktól, melyek un. textúrákkal érik csak el a kívánt vizuális hatást, nem biztosítva a kialakításbeli valósághűséget.

## Következtetések levonása
A modell valósághűsége annak részletességével arányos. A programban használt gyalogos modell un. többtest (multibody) modell, mely egy valóságos gyalogosnak megfelelően épül fel. A modell részei a fej, nyak, törzs, karok (felső, alsó), medence, lábak (felső, alsó, lábfej), összesen 14 rész, melyek megfelelő kényszerrel vannak összekötve.
A bemutatott számítások megtalálhatók a Virtual Crash program példái között. A felhasználónak lehetősége nyílik az ábrákon keresztül bemutatott folyamatok teljes megtekintésére, további elemzésére, értékelésére. 
A program letölthető a www.vcrash.com web-site-ról.